# Crouy-sur-Ourcq
Crouy-sur-Ourcq is een gemeente in Frankrijk. De grens in het westen van de gemeente is de rivier de Ourcq. Hoewel de omgeving verder open nogal is, ligt er bij Crouy-sur-Ourcq veel bos. Er werd in de 14e eeuw een fort gebouwd, waar een groot deel nog van over is gebleven, het Château du Houssoy. Daar kwamen later nog twee grote landhuizen bij.
Er ligt station Crouy-sur-Ourcq.

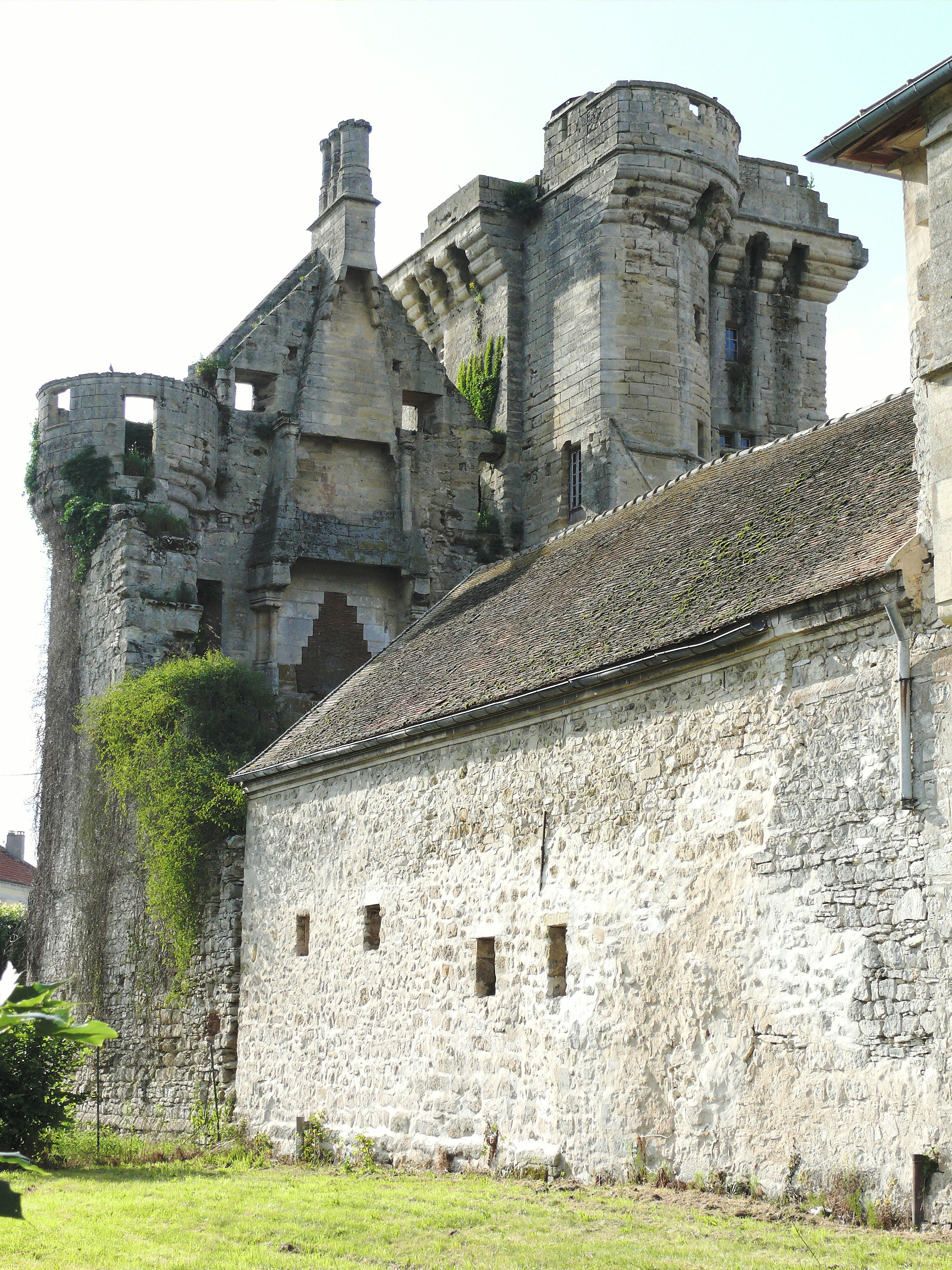
donjon van het château du Houssoy
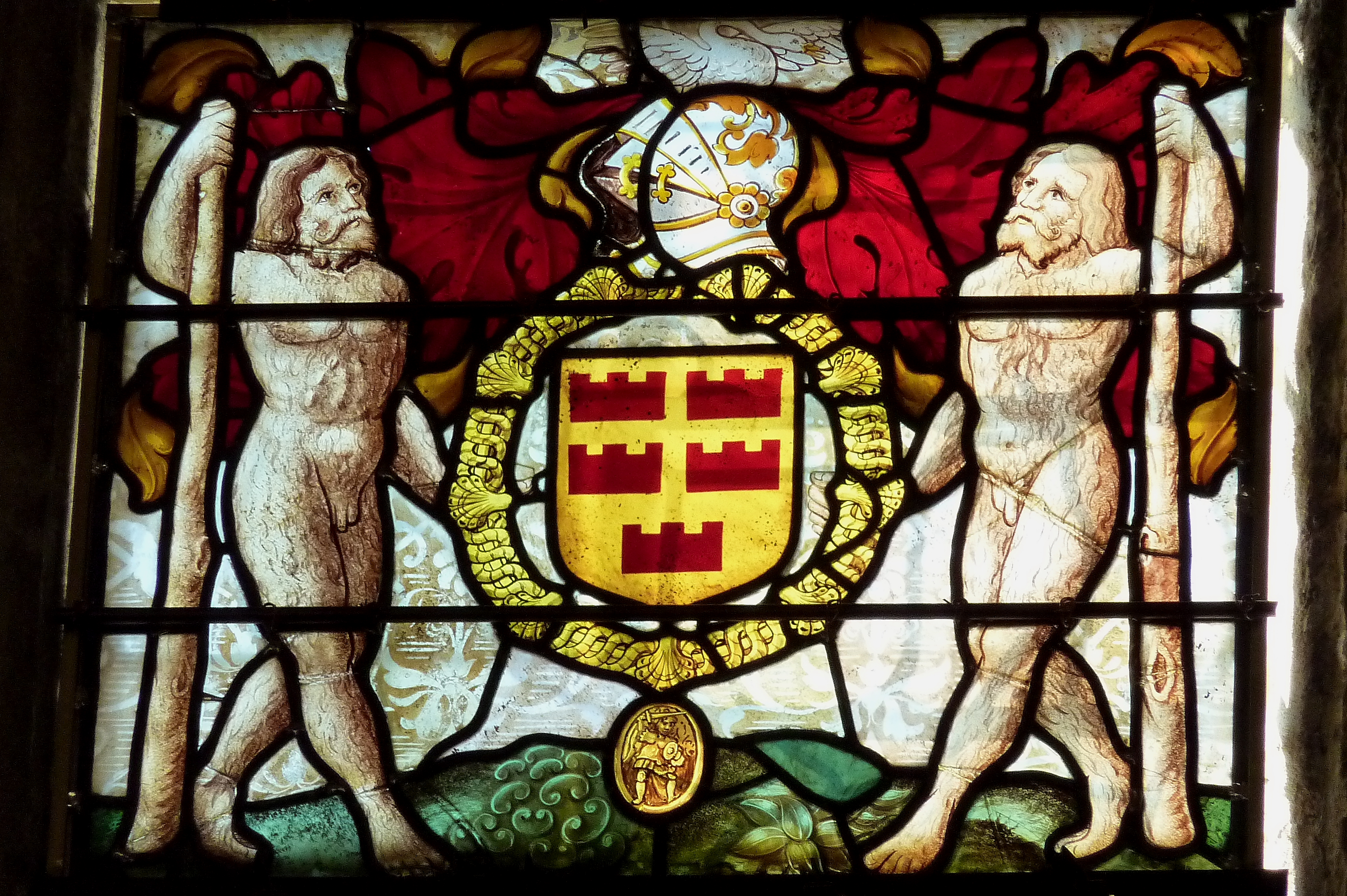
glas-in-lood in de kerk Saint-Cyr-et-Sainte-Julitte
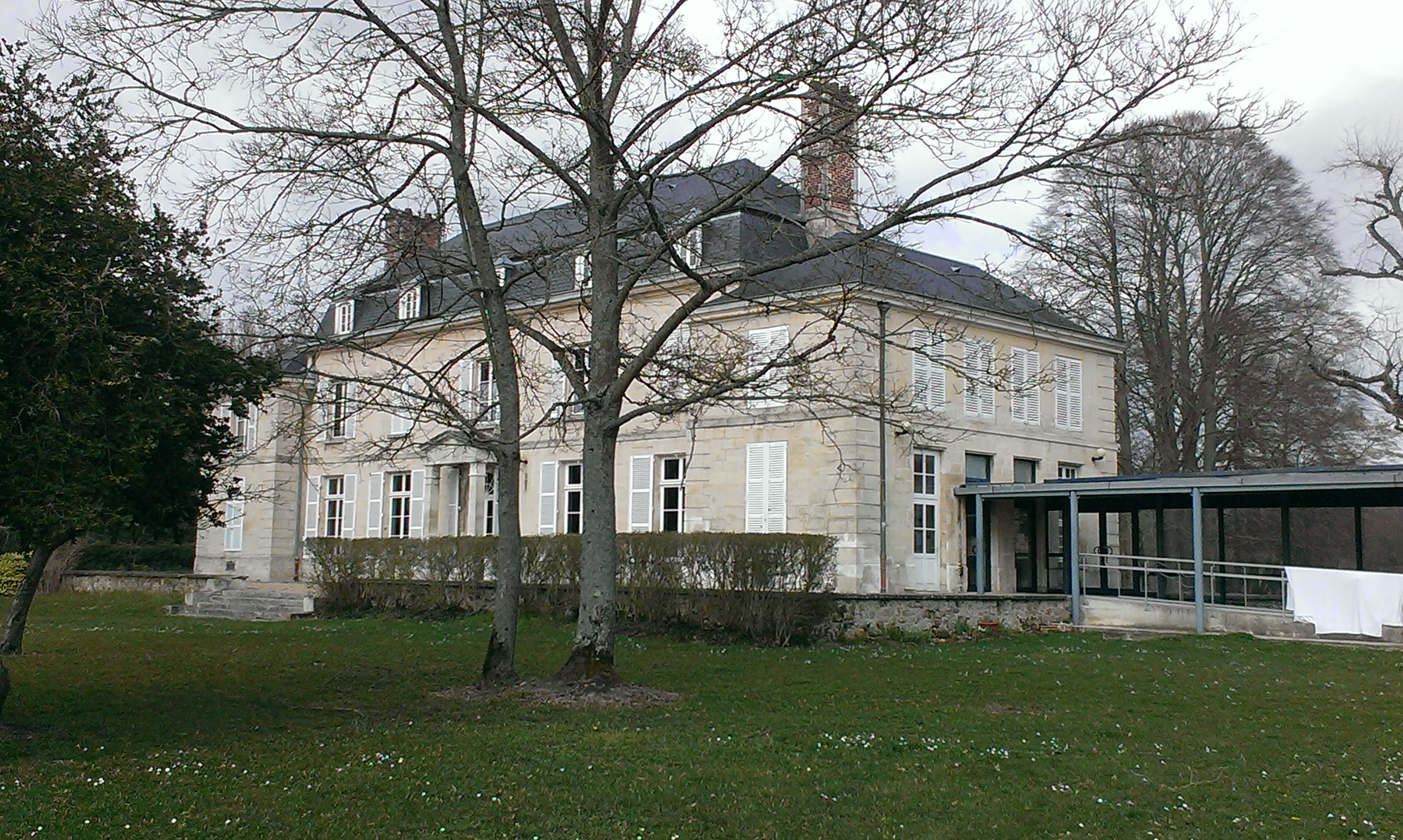
château de Champivert
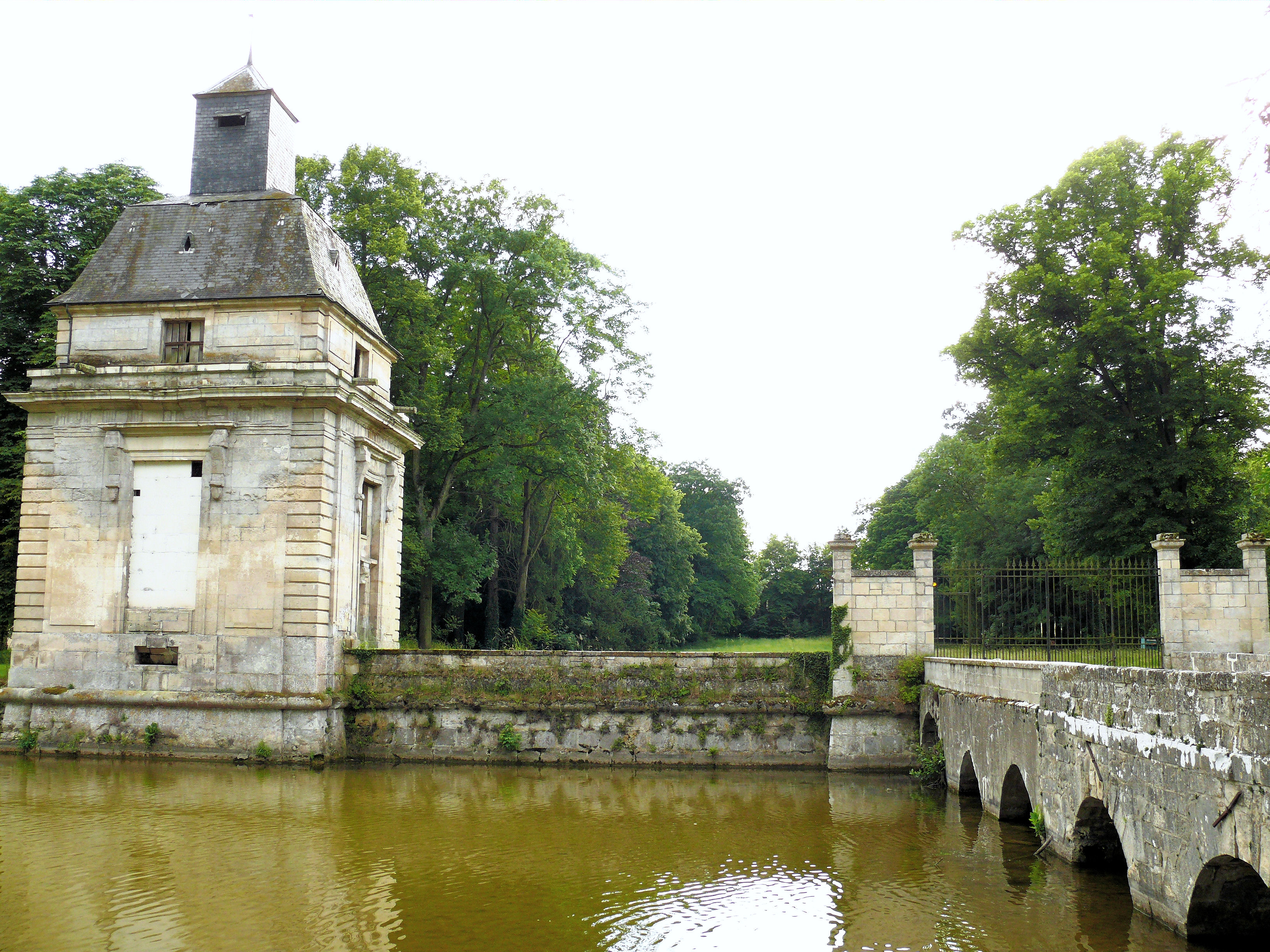
château de Gesvres, tegenwoordig
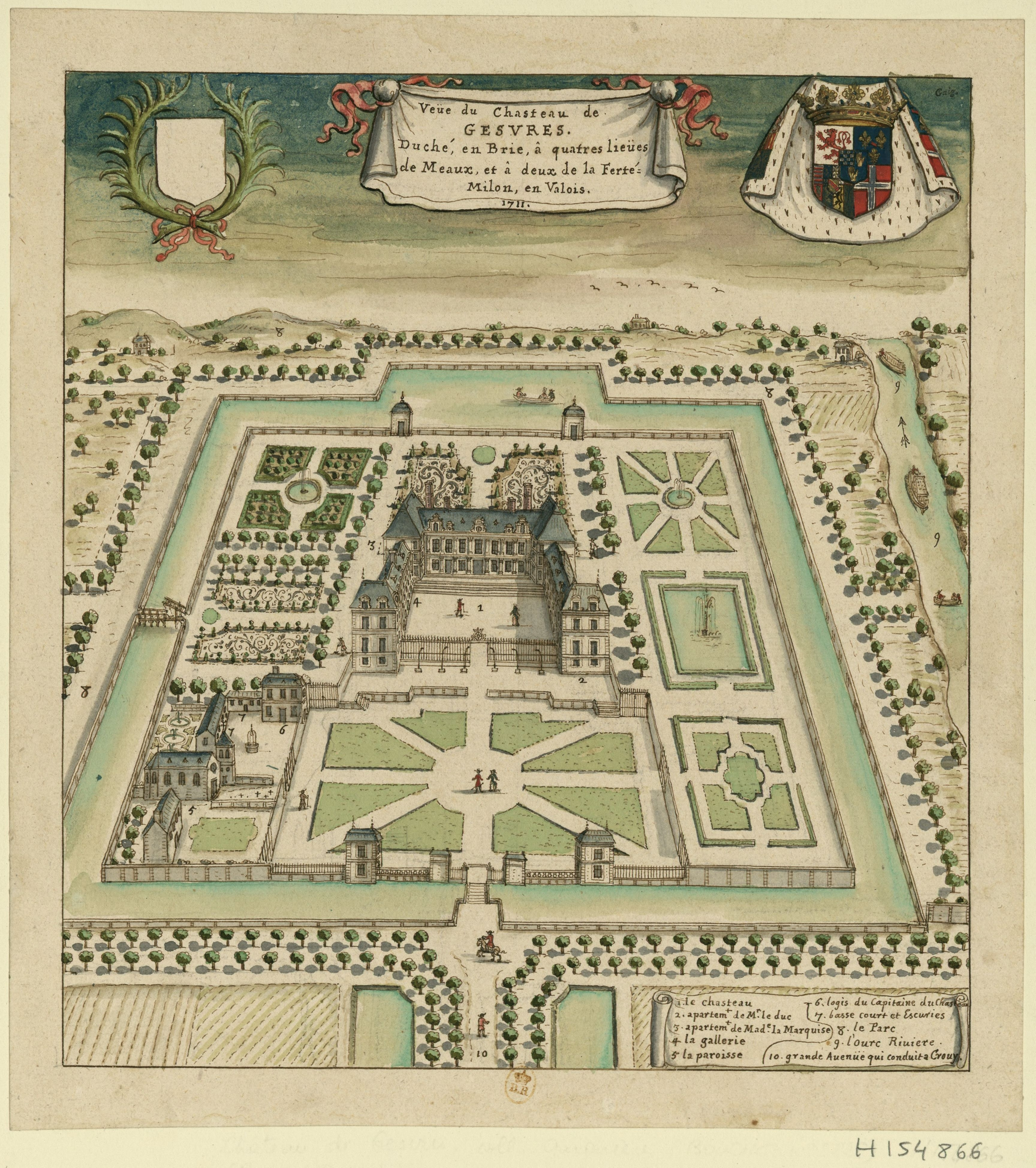
en in 1711

## Kaart
De onderstaande kaart toont de ligging van Crouy-sur-Ourcq met de belangrijkste infrastructuur en aangrenzende gemeenten.

## Demografie
Onderstaande figuur toont het verloop van het inwonertal, bron: INSEE-tellingen. 

## Websites
- (fr)  Statistische informatie op de website van INSEE

1. ↑  Populations de référence 2022.